# قرار مجلس الأمن التابع للأمم المتحدة رقم 342
قرار مجلس الأمن التابع للأمم المتحدة رقم 342، الذي اتخذ بالإجماع في 11 ديسمبر 1973، بعد أن أشار مع التقدير لتقرير الأمين العام، قرر المجلس وقف بذل المزيد من الجهود على أساس القرار 309 وطلب من الأمين العام إبقائه على علم بأي تطورات جديدة تتعلق بمسألة ناميبيا.